# Аврелий Максимиан
Аврелий Максимиан (лат. Aurelius Maximianus) — римский политический деятель конца III века.
Аврелий Максимиан происходил из североафриканского города Тимгад. Между 286 и 293 годом он занимал должность префекта IV Счастливого Флавиева легиона. В промежутке между 290 и 293 годом Максимиан находился на посту презида Нумидии. Иногда считают, что префект легиона и презид Аврелий Максимиан — два разных человека, носивших одинаковое имя.